# Чирн
Чирн (нім. Tschirn) — громада в Німеччині, розташована в землі Баварія. Підпорядковується адміністративному округу Верхня Франконія. Входить до складу району Кронах. Складова частина об'єднання громад Тойшніц.
Площа — 20,13 км2. Населення становить 521 ос. (станом на 31 грудня 2020).